# Valérian Taramon
Valérian Taramon est un dessinateur français de bandes dessinées connu sous le pseudonyme de Val, né en 1974 à Bourgoin-Jallieu.

## Biographie
Après des études à l'école d'Art Emile Colh de Lyon, il est diplômé en illustration. Il travaille quelques années en tant qu'animateur et graphiste 2D-3D, avant de se consacrer à la bande dessinée en 2005.

## Œuvres
- Antarcidès, scénario d'Alain Paris, Les Humanoïdes Associés

T1 : L'Orphelin de Maelmordha, 2005
T2 : Au-delà des terres sombres, 2007
- Jaemon, scénario d'Alain Paris, Les Humanoïdes Associés

T1 : Orphelin d'Antarcie, 2013
T2 : Le Sang des initiés, 2013
T3 : La corde d'or, 2014
T4 : Ceux qui viennent la nuit, 2014
- Lettrage de Martin Mystère Hors-série  Le secret de Saint Nicolas, Semic , 2005